# Duché d'Opole
1172–1532
Entités précédentes :
- Duché de Silésie

Entités suivantes :
- Couronne de Bohême

Le duché d’Opole (en polonais : Księstwo Opolskie ; en tchèque : Opolské knížectví) ou duché d’Oppeln (en allemand : Herzogtum Oppeln) était un duché silésien. Sa capitale était Opole (Oppeln) en Haute-Silésie.
Lors de la partition féodale du royaume de Pologne au Moyen-Âge tardif, il est séparé du duché de Silésie en 1172 et régi par des ducs de Silésie issu de la dynastie Piast jusqu'en 1532. Le duché devient un fief des rois de Bohême en 1327 ; puis, lorsque, en 1532, la ligne des ducs d'Opole s'éteignit, leurs territoires par le droit de déshérence revinrent à la couronne de Bohême. À ce titre, le territoire appartint à la monarchie de Habsbourg jusqu'en 1742, lorsque l'essentiel de la Silésie fut conquis par le roi Frédéric II et annexé au royaume de Prusse. 

## Historique
Le duché se partage l'histoire de la région d'Opole mais aussi celle de la Silésie en général. Il s'étend sur les domaines dans le sud-est du duché de Silésie médiéval, établi lors de la partition de la Pologne après la mort de Boleslas III Bouche-Torse en 1138. 

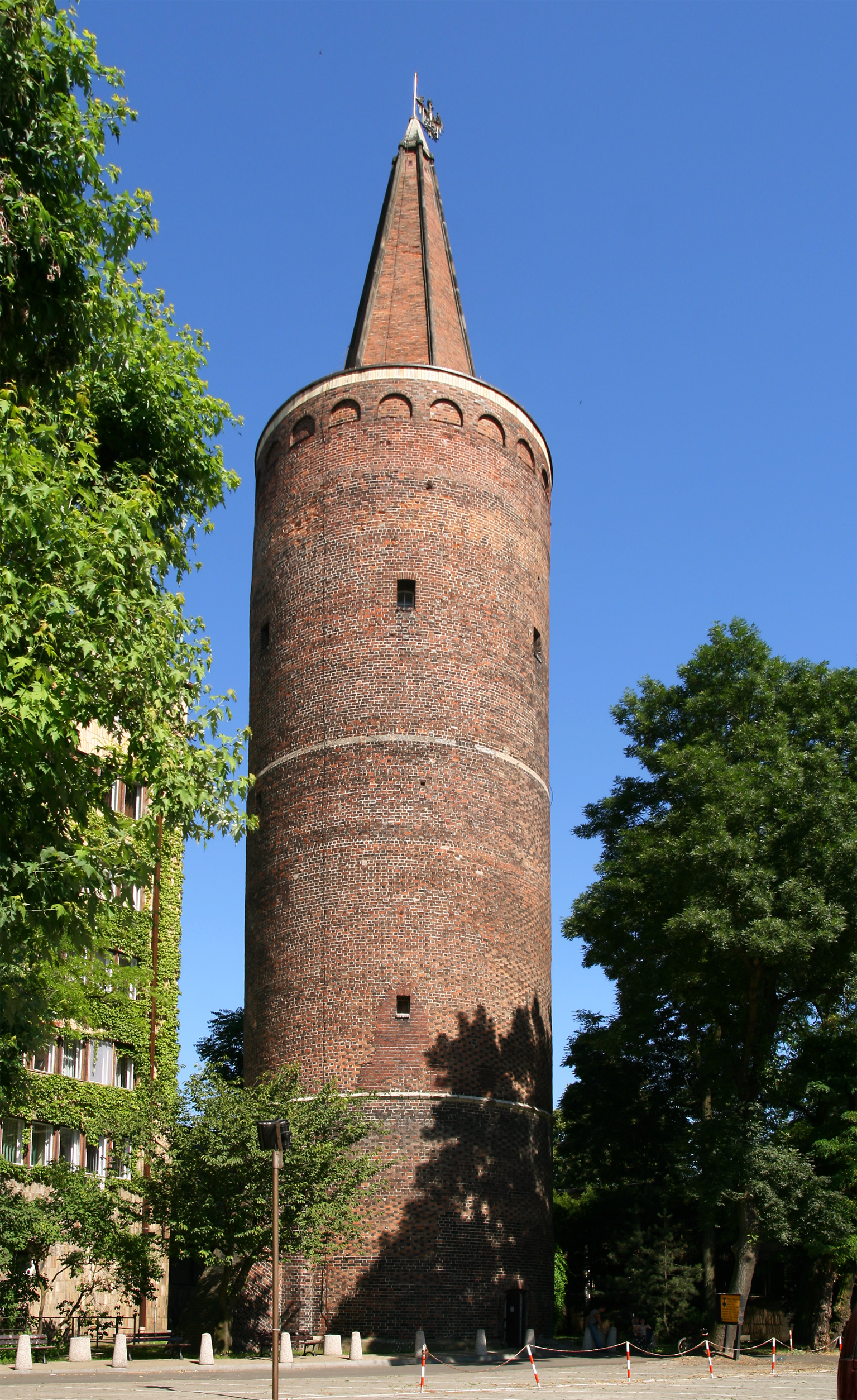
La tour Piast appelée Strażnica (construite vers 1300) dans le centre historique d'Opole.

En 1163, les fils du duc silésien défunt Ladislas II le Banni récupérèrent, grâce à l’empereur Frédéric Barberousse, leur héritage de Silésie. Vers l'an 1172, ils s'en partagèrent le territoire, formant par là-même deux duchés : celui de Wrocław (Breslau) sous le règne du fils aîné, Boleslas Ier le Long, et celui de Ratibor gouverné par son frère cadet Mieszko Ier Jambes Mêlées. Boleslas avait initialement l'intention de léguer l'intégralité de son duché au fils né de son second mariage, Henri Ier le Barbu, mais cela déchaîna la colère de son fils aîné Iaroslav. Au terme d'une longue querelle le domaine d'Opole échut en 1172 à Iaroslav, qui en fut le premier « duc d'Opole », mais dut pour cela se résoudre à une carrière ecclésiastique : il devint évêque de Wrocław en 1198.
À la mort du duc Iaroslav en 1201, le fief d'Opole revient à son frère aîné Boleslas et fut pour peu de temps rattaché à son duché de Wrocław. Lorsque Boleslas mourut peu après et en 1202, Opole fut repris par son frère, le duc Mieszko Ier de Ratibor, qui l'annexa à son propre duché, unifiant ainsi toute la Haute-Silésie sous le nom du duché-uni d'Opole et de Ratibor.
À la mort du petit-fils de Mieszko, le duc Ladislas d’Opole, en 1281, ses fils se partagèrent à nouveau le duché d'Opole et de Ratibor : Opole, reconstitué, échut au troisième fils de Ladislas, Bolko Ier, tandis que le duché de Ratibor est recréé pour le plus jeune fils Przemyslaw. Les autres fiefs permettent de constituer les duchés de Cieszyn (Teschen) et de Bytom (Beuthen) en faveur des frères Mieszko et Casimir et son frère, et simultanément les duchés de Cziesyn et de Bytom du territoire de Ratibor. 
En 1327 le fils de Bolko, le duc Bolko II d'Opole, rend l'hommage lige au roi de Bohême, Jean de Luxembourg; peu tard, en 1335, le roi Casimir III de Pologne renonça explicitement au duchés silésiens. De ce fait, son duché devient un fief de la « couronne de Bohême ». Le fils de Bolko II, le duc Ladislas II d'Opole, nommé Palatin de Hongrie en 1367, a acquis des postes de plus haut niveau et des vastes possessions dans la Pologne jusqu'en 1392, lorsque le roi Ladislas II Jagellon a commencé une campagne contre sa domination. 
Les frontières du duché changèrent souvent au cours des décennies suivantes, se réduisant graduellement jusqu'à ce qu'au milieu du XVe siècle, sous le règne du duc Jean le Bon, il s'agrandisse de nouveau, gagnant notamment Ratibor en 1521. Mais le duc Jean mourut sans postérité en 1532 et c'est ainsi que s'éteignit la lignée Opole des Piasts. 
Opole et Ratibor devinrent d'abord des fiefs du royaume de Bohême, avant de revenir au margrave Georges de Brandebourg-Ansbach de la Maison de Hohenzollern, qui avait signé un traité de succession avec Jan en 1522, qu'il fit approuver par le roi Ferdinand Ier. De 1645 à 1666, Opole fut un apanage de la branche polonaise de la dynastie Vasa, avant de revenir aux rois Habsbourg de Bohême, puis d'être finalement annexé en 1742 au royaume de Prusse.

## Voir également
- Liste des ducs de Silésie
- Voïvodie d'Opole